# Susuacanga maculicornis
Susuacanga maculicornis är en skalbaggsart som först beskrevs av Bates 1870.  Susuacanga maculicornis ingår i släktet Susuacanga och familjen långhorningar. Inga underarter finns listade i Catalogue of Life.